# Élémir Bourges
Élémir Bourges (Manosque, 26 marzo 1852 – Auteuil, 13 novembre 1925) è stato uno scrittore francese.

## Biografia
Fece parte per qualche tempo de La Rose-Croix esthétique, il movimento artistico simbolistico-esoterico fondato da Joséphin Péladan nel 1890. Il romanzo Les oiseaux s'envolent et les fleurs tombent contiene temi propri di questa corrente. Burges, che rimase sempre nel solco del decadentismo letterario, accusava i naturalisti di avere «sminuito e deformato l'uomo». Il suo Crépuscule des dieux trae ispirazione da Richard Wagner e dai drammaturghi elisabettiani.
Fu membro dell'Académie Goncourt fin dalla sua creazione, nel 1900. È sepolto nel cimitero di Père-Lachaise.

## Opere
- Sous la hache (1883)
- Le Crépuscule des dieux (1884)
- Les oiseaux s'envolent et les fleurs tombent (1893)
- L'Enfant qui revient (1905)
- La Nef (1922)